# Шифр Уитстона

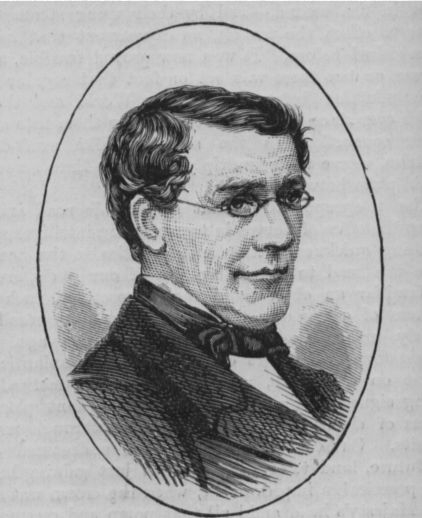
Чарльз Уитстон

Шифр Уитсона или Шифр двойного квадрата — ручная симметрическая  техника шифрования, изобретенная английским физиком Чарльзом Уитстоном в 1854 году. Свое название шифр получил из-за схожести с квадратом Полибия. Данная система шифрования является улучшенной версией шифра Плейфера, в котором аналогичным образом используется замена биграмм (пара символов), но только с помощью одного квадрата.
И в то же время шифр Уитстона является упрощенной альтернативой шифра четырёх квадратов. 
Данный метод шифрует пары букв и, тем самым, попадает в категорию шифров, известных как полиграфические подстановочные шифры. Это добавляет значительную прочность шифрованию по сравнению с монографических подстановочных шифров, которые действуют на отдельные символы. Использование биграмм делает шифр Уитстона менее восприимчивым к частотному криптоанализу, так как он должен быть совершен на 676 всех возможных пар букв (в английском алфавите), а не только на 26 символов для монографического замещения. Частотный анализ для биграмм возможен, но он гораздо сложнее, и для того, чтобы этот анализ был полезен, требуется, как правило, намного больше шифротекста.

## Описание
Для шифрования методом Уитстона используются две матрицы 5x5 (для латинского алфавита, для другого алфавита могут использоваться другого размера матрицы, не обязательно квадратные), которые находятся либо одна под другой в (вертикальном варианте), либо друг напротив друга (в горизонтальном). Каждая из матриц в первую очередь заполняется соответствующим ключевым словом, не записывая повторяющиеся буквы, затем в оставшиеся ячейки матрицы записываются по порядку символы алфавита, которые не были ранее использованы (обычно буква «Q» опускаются, чтобы уменьшить алфавит, либо «I» и «J» объединяются в одной клетке). Ключевое слово может быть записано двумя способами: либо в верхней строке матрицы слева направо, либо по спирали из левого верхнего угла к центру. Таким образом полностью заполняется матрица 5х5. Стоит отметить, что ключ шифра Уитстона, как правило, состоит из двух слов (по одному слову на каждую матрицу), но может состоять и из одного слова и использовано только для первой матрицы.
В качестве примера, ниже приведен вертикальный шифр Уитстона с ключевыми словами «example» и «keyword»:
| E | X | A | M | P |
| L | B | C | D | F |
| G | H | I | J | K |
| N | O | R | S | T |
| U | V | W | Y | Z |

| K | E | Y | W | O |
| R | D | A | B | C |
| F | G | H | I | J |
| L | M | N | P | S |
| T | U | V | X | Z |

## Алгоритм
Система шифрования с помощью двух квадратов в основном такая же, как система, используемая в шифре четырёх квадратов, за исключением того, что открытый текст и шифротекст диграмм используют одинаковые матрицы.
Чтобы зашифровать сообщение, необходимо выполнить следующие действия:
- Разбиваем сообщение на биграммы (группы из двух символов).
- В вертикальном способе шифрования первый символ биграммы находим в верхней матрице, второй — в нижней.
- В горизонтальном способе шифрования первый символ находим в левой матрице, второй — в правой.
- Определяем положения углов получившегося прямоугольника относительно друг друга. В случае, если буквы исходной биграммы сообщения находятся в одной строке (в горизонтальном шифровании), то первую букву шифрованной биграммы берут из левой матрицы в том по счету столбце, в каком находится вторая буква исходной биграммы. Вторая же буква шифрованной биграммы берется из второй матрицы в столбце, по счету которого находится первая буква исходной биграммы сообщения. Аналогичным образом поступаем в случае вертикального шифрования.

## Пример
Допустим, необходимо зашифровать открытый текст hello world, используя ключевые слова «example» и «keyword». Биграммы этого сообщения будут заменяться следующим образом:

1. Биграмма he имеет уникальный случай, она расположена в одном столбце, заменяем её на XG. 

2. Биграмма ll тоже имеет уникальный случай, она расположена в первом столбце, заменяем её на NR.

3. Биграмма ow образует прямоугольник, заменяем её на SE. 

4. Биграмма or образует прямоугольник, заменяем её на ND. 

5. Биграмма ld образует прямоугольник, заменяем её на BR. 

Таким образом, получаем шифрованное сообщение:
```
Открытый текст:  he ll ow or ld
Шифртекст: XG NR SE ND BR
```

Метод для расшифровки идентичен методу зашифрования. Для этого при шифровании вместо открытого текста используется ранее полученный шифротекст, в результате чего получается исходный открытый текст.

## Криптоанализ шифра Уитстона
Как и большинство шифров формальной криптографии, шифр Уитстона также может быть легко взломан, если имеется достаточный объём текста. Получение ключа является относительно простым, если известны шифрованный и обычный текст. Когда известен только зашифрованный текст, криптоаналитики анализируют соответствие между частотой появления биграмм в зашифрованном тексте и известной частотой появления биграмм в языке, на котором написано сообщение.
Шифр Уитстона подобен шифру Плейфера с использованием для шифрования текста только одного квадрата, что упрощает идентификацию текста. Однако система шифрования Плейфера имеет ряд недостатков перед шифром Уитстона. Шифр Плейфера достаточно легко поддается криптоанализу Random-restart hill climbing. Также, другая отличительная особенность состоит в том, что в шифротексте Плейфера не встречаются биграммы с повторяющимися символами. Поэтому если в достаточно большом зашифрованном тексте отсутствуют биграммы с повторяющимися символами, то с большой долей вероятности можно утверждать что исходный текст был закодирован с помощью шифра Плейфера.
Шифр двойного квадрата активно использовался во Второй мировой войне немецкой армией и полицией. Но и этот шифр был взломан в Блечли-парк, потому что немцы использовали один и тот же шаблон сообщения. В восьми сообщениях, зашифрованных двойным квадратом, были использованы цифры от одного до двенадцати, это и дало возможность достаточно легко взломать его.
Хорошее описание по восстановлению ключа шифра Уитстона можно найти в 7-й главе, "Solution to Polygraphic Substitution Systems, " учебника Field Manual 34-40-2, выпущенного Армией США.